# Phéréclos (marin)
Pour les articles homonymes, voir Phéréclos (homonymie).
Dans la mythologie grecque, Phéréclos (en grec ancien Φέρεκλος / Phéreklos, « Celui qui apporte la gloire ») est le pilote du navire de Thésée dans son périple en Crète avec le Minotaure. 
Descendant d'un certain « Amarsyas » (depuis le génitif Ἀμαρσυάδας / Amarsuádas), c'est à lui peut-être que revient la responsabilité de la couleur de voile qui doit être le signe si Thésée revient vivant ou non de Crète, selon le poète Simonide, même si d'autres témoignent d'un autre pilote, selon Plutarque.

## Source
- Plutarque, Vies parallèles [détail des éditions] [lire en ligne], Thésée, XV.